# Catastérismes
 (mai 2025).

Le Catasterismes (grec Καταστερισμοί Katasterismoi, « Constellations » ou « Placements parmi les étoiles ») est une œuvre d'Ératosthène de Cyrène. Il s'agit d'un recueil complet de mythologie astrale comprenant les mythes d'origine des étoiles et des constellations. Deux résumés de l'œuvre originale subsistent : la première l'Épitome Catasterismorum, par un auteur inconnu parfois appelé pseudo-Ératosthène, et la seconde Fragmenta Vaticana.

## Résumé
(mars 2025).
L'Épitome enregistre le développement mature et définitif d'un long processus : l'assimilation par les Hellènes d'un zodiaque mésopotamien, transmis par des interprètes persans et traduit et harmonisé avec les termes connus de la mythologie grecque. Un effort fondamental dans cette traduction a été l'application de la nomenclature mythique grecque pour désigner les étoiles individuelles, à la fois les astérismes comme les Pléiades et les Hyades, et les constellations. Dans la Grèce classique, les « étoiles errantes » et les dieux qui les dirigeaient étaient des entités séparées, comme pour Platon ; dans la culture hellénistique, l'association est devenue une identification inséparable, de sorte qu'Apollon, n'étant plus le régent du Soleil, était en réalité Hélios.
Les chapitres 1 – 42 de l'Épitome traitent de quarante-trois des quarante-huit constellations (y compris les Pléiades) connues de Ptolémée (IIe siècle de notre ère) ; les chapitres 43 – 44 traitent des cinq planètes et de la Voie lactée.
1. La Grande Ourse
2. La Petite Ourse
3. Le Dragon (Le Serpent)
4. Hercule (L'Agenouillé)
5. La Couronne boréale (La Couronne)
6. Le Serpentaire
7. Le Scorpion
 « Le Scorpion compte tenu de ses grandes dimensions, se répartit entre deux des douze signes du zodiaque. Les pinces occupent un signe (La Balance) et le corps et le dard un autre » [4]. Artémis fit surgir le Scorpion d’une hauteur de l’île de Chios afin qu’il piquât Orion et que ce dernier trouvât la mort, parce qu’il avait essayé de violer la déesse lors d’une chasse. Le Scorpion a 19 étoiles.
8. Le Bouvier
9. La Vierge
10. Les Gémeaux
11. Le Cancer (Le Crabe)
12. Le Lion
13. Le Cocher
14. Le Taureau
15. Céphée
16. Cassiopée
17. Andromède
18. Pégase
19. Le Bélier
20. Le Triangle
21. Les Poissons
22. Persée
23. Les Pléiades †
24. La Lyre
25. Le Cygne
26. Le Verseau
27. Le Capricorne
28. Le Sagittaire
29. La Flèche
30. L'Aigle
31. Le Dauphin
32. Orion
33. Le Grand Chien
34. Le Loup
35. Le Navire Argo †
36. La Baleine
37. L'Éridan
38. Le Poisson austral
39. L'Autel
40. Le Centaure
41. L'Hydre, la Coupe, et le Corbeau
42. Procyon (le Petit Chien)
43. Les Planètes †
44. La Voie lactée †

Les constellations anciennes et modernes.
Parmi les 48 constellations ptolémaïques, celles qui ne sont pas incluses sont la Couronne australe, l'Équule, la Balance, le Loup et le Serpent. À l'époque moderne, Argo Navis (le navire Argo) a été divisé en trois constellations : Carina (la quille), Puppis (la poupe) et Vela (les voiles) ; et les Pléiades sont reconnues comme un amas d'étoiles dans la constellation du Taureau.
L'ouvrage cite à certains endroits l'Astronomia perdue attribuée à Hésiode. Un récit ultérieur similaire est le Poeticon Astronomicon, ou De Astronomica (également intitulé de manière révélatrice De Astrologia dans certains manuscrits qui suivent l'usage d'Hygin dans son texte) attribué à Gaius Julius Hyginus (Hygin).
À la Renaissance, l'impression de l'Épitome sous le titre Catasterismi commença tôt, mais l'ouvrage fut toujours éclipsé par Hyginus, le seul autre répertoire antique de catastérismes. Le Catasterismi a été illustré par des gravures sur bois dans la première édition illustrée d'Erhard Ratdolt (Venise 1482). L'édition du Catasterismi (Meiningen 1791) de Johann Schaubach était également illustrée de cartes célestes tirées d'un autre ouvrage, l'Aratus de Johann Buhle (Leipzig, 2 volumes, 1793-1801).
Après l'ancienne édition Teubner de A. Olivieri, Pseudo-Eratosthenis Catasterismi (Leipzig 1897), le texte connaît une nouvelle édition complète comprenant la recension Fragmenta Vaticana. En 2013, les deux résumés sont repris dans la traduction scientifique grec-français et un commentaire de Jordi Pàmias I Massana et Arnaud Zucker et cette traduction est publiée dans la "série grecque" de la Collection des universités de France.

#### Textes et traductions
(grc + fr) Eratosthène de Cyrène (trad. Jordi Pàmias I Massana, Arnaud Zucker), Catastérismes, Les Belles Lettres, coll. « Collection des universités de France Série grecque », 2021 (1re éd. 2013), CXXII + 684 (ISBN 9782251005829). 

#### Etudes
- Condos, Theony, Star Myths of the Greeks and Romans: A Sourcebook, Constellations of Pseudo-Eratosthenes and the Poetic Astronomy of Hyginus (Grand Rapids [MI]: Phanes Press, 1997) (ISBN 1-890482-92-7) (pdm); (ISBN 1-890482-93-5) (pb). Révisé par Roger Ceragioli dans : Journal for the History of Astronomy, 30.1 (1999), pp. 313 – 315 ; par John McMahon dans : Archaeoastronomy: The Journal of Astronomy in Culture, XVI (2001), pp. 98 – 99 et par John T. Ramsey, sous le titre « Bryn Mawr Classical Review 98.6.28 ».
- Decker, Elly, Illustrer les phénomènes : la cartographie céleste dans l'Antiquité et au Moyen Âge, Oxford University Press, 2013. (ISBN 978-0-19-960969-7).
- Hard, Robin, (trans.) Eratosthène et Hyginus : mythes des constellations, avec les phénomènes d'Aratus, Oxford University Press, 2015. (ISBN 978-0-19-871698-3).
- Kanas, Nick, Cartes des étoiles : histoire, art et cartographie, Springer, 2009. (ISBN 978-0-387-71668-8).
- Seznec, Jean, La Survie des dieux païens (Princeton [NJ] : Princeton University Press, 1981).